# Cymindis portugalica
Cymindis portugalica é uma espécie de insetos coleópteros pertencente à família Carabidae.
A autoridade científica da espécie é Jedlicka, tendo sido descrita no ano de 1946.
Trata-se de uma espécie presente no território português.